# Boissets
Boissets település Franciaországban, Yvelines megyében. Lakosainak száma 291 fő (2022. január 1.). Boissets Berchères-sur-Vesgre, Saint-Lubin-de-la-Haye, Civry-la-Forêt, Gressey és Tilly községekkel határos.

## Népesség
A település népességének változása:
| Lakosok száma | 256  | 249  | 262  | 266  | 275  | 275  | 280  | 282  | 291  |
|               | 2013 | 2015 | 2016 | 2017 | 2018 | 2019 | 2020 | 2021 | 2022 |